# Distrito de Tiruvarur
Tiruvarur (en Tamil; திருவாரூர் மாவட்டம் ) es un distrito de India, en el estado de Tamil Nadu . 
Comprende una superficie de 2 167 km².
El centro administrativo es la ciudad de Tiruvarur.

## Demografía
Según censo 2011 contaba con una población total de 1 268 094 habitantes.